# Jan de Roos (trainer)
Jan de Roos is een Nederlands voormalig voetbaltrainer. Als trainer stond hij twee periodes onder contract bij PEC. In het seizoen 1957/58 was hij samen met Piet Vogelzang eindverantwoordelijke van de club. In 1959 kwam hij terug en was hij alleen hoofdtrainer. Hij bleef bij de club tot de zomer van 1961.